# David Wottle
David Wottle född 7 augusti 1950 i Canton, Ohio, USA är en före detta amerikansk friidrottare.
Wottle som var en utmärkt golfspelare deltog också i friidrottsverksamheten vid sitt universitet Bowling Green State University i Ohio. Vid de nationella collegemästerskapen 1970 blev han tvåa på 800 meter, men drabbades av skador under den påföljande säsongen och måste avstå från tävlande.
Olympiaåret 1972 deltog han i AAU-mästerskapen, som också är uttagning av deltagare från USA i de Olympiska sommarspelen. Där vann han 800 m och tangerade senare världsrekordet 1.43,9. Han kvalificerade sig också för start på 1 500 meter.
Vid 800-metersfinalen i Olympiska sommarspelen 1972 i München hamnade Wottle inledningsvis sist, ganska långt efter det övriga fältet, men segade sig ikapp och förbi alla övriga tävlande och vann före ryssen Jevgenij Arzjanov och kenyanen Mike Boit. Han passerade båda två praktiskt taget på mållinjen. Han deltog också på 1 500 m men kvalificerade sig inte för finalen.
Efter att 1973 ha vunnit engelska milen vid collegemästerskapen avslutade han sin tävlingskarriär och är numera friidrottstränare vid Rhodes College i Memphis, Tennessee